# España en el Campeonato Europeo de Baloncesto Femenino de 2013
España participó en el XXXIV Campeonato Europeo de Baloncesto Femenino, celebrado en Francia entre el 15 y el 30 de junio de 2013 bajo la organización de la Confederación Europea de Baloncesto (FIBA Europa) y la Federación Francesa de Baloncesto.
La selección de España estaba en la lista de las favoritas para ganar el título europeo, junto con las selecciones de Francia (anfitriona, subcampeona olímpica en Londres 2012, oro en el Eurobasket 2009 y bronce en el Eurobasket 2011) y la de Rusia (cuarta en el torneo olímpico de Londres 2012 y campeona en el Eurobasket 2011).
El equipo español consiguió la medalla de oro al derrotar a la selección anfitriona en la final, celebrada la tarde del domingo 30 de enero, en el pabellón Pévèle Arena de la localidad de Orchies (cercana a la ciudad de Lille), con un apretado marcador de 70-69. Este fue el segundo título europeo para España, tras el obtenido en el Eurobasket 1993.

## Sedes
La selección española disputó sus partidos en las siguientes tres sedes:
| Fase         | Ciudad  | Instalación                       | Capacidad |
| ------------ | ------- | --------------------------------- | --------- |
| Primera fase | Vannes  | Complejo Deportivo de Kercado     | 1.700     |
| Segunda fase | Lille   | Palacio de Deportes Saint-Sauveur | 1.900     |
| Fase final   | Orchies | Pévèle Arena                      | 5.500     |

## Equipo
El seleccionador nacional Lucas Mondelo anunció el 30 de abril la lista de las quince convocadas para el Europeo (tres son reservas). La veterana jugadora Amaya Valdemoro, que anunció su retirada de la selección para el fin del evento, ejerció de capitana de la selección.
Las doce jugadoras que conformaron la selección se encuentran ordenadas a continuación de acuerdo al número de su camiseta:
| Dorsal | Nombre           | Posición      |
| ------ | ---------------- | ------------- |
| 4      | Laura Nicholls   | Pívot         |
| 5      | Cindy Lima       | Pívot         |
| 6      | Silvia Domínguez | Base          |
| 7      | Alba Torrens     | Ala-pívot     |
| 8      | Cristina Ouviña  | Base          |
| 9      | Laia Palau       | Base          |
| 10     | Elisa Aguilar    | Base          |
| 11     | Marta Xargay     | Base          |
| 12     | Laura Gil        | Pívot         |
| 13     | Amaya Valdemoro  | Alero         |
| 14     | Sancho Lyttle    | Pívot         |
| 15     | Queralt Casas    | Alero         |
| R      | Anna Cruz        | Alero         |
| R      | Lucila Pascua    | Pívot         |
| R      | Leonor Rodríguez | Alero         |
| –      | Lucas Mondelo    | Seleccionador |

1. 1 2 3  Jugadora de reserva

## Preparación
Las jugadoras de la selección disputaron ocho partidos amistosos de preparación antes del inicio del campeonato. Los ocho partidos se zanjaron con siete victorias y una derrota.
| Fecha | Hora             | Partido | Partido | Partido      | Resultado | Reporte |
| ----- | ---------------- | ------- | ------- | ------------ | --------- | ------- |
| 23.05 | Águilas          | España  | -       | Finlandia    | 92-28     | ver     |
| 24.05 | Molina de Segura | España  | -       | Finlandia    | 58-38     | ver     |
| 30.05 | Benahavís        | España  | -       | Países Bajos | 67-41     | ver     |
| 31.05 | Benahavís        | España  | -       | Croacia      | 76-55     | ver     |
| 01.06 | Benahavís        | España  | -       | Turquía      | 63-53     | ver     |
| 07.06 | Évry             | España  | -       | Turquía      | 53-39     | ver     |
| 08.06 | Évry             | España  | -       | Canadá       | 61-55     | ver     |
| 09.06 | Évry             | España  | -       | Francia      | 56-67     | ver     |

## Participación
- Todos los partidos en la hora local de Francia (UTC+2).

### Primera fase
El equipo nacional quedó encuadrado para la primera fase en el grupo B, con los combinados de Rusia, Italia y Suecia. Esta fase se terminó con tres claras victorias y con el liderato del grupo.
Grupo B
| Equipo | J | G | P | PF  | PC  | DP  | PTS |
| ------ | - | - | - | --- | --- | --- | --- |
| España | 3 | 3 | 0 | 221 | 180 | +41 | 6   |
| Suecia | 3 | 1 | 2 | 180 | 194 | -14 | 4   |
| Italia | 3 | 1 | 2 | 189 | 206 | -17 | 4   |
| Rusia  | 3 | 1 | 2 | 201 | 211 | -10 | 4   |

- Resultados

| Fecha | Hora  | Partido¹ | Partido¹ | Partido¹ | Resultado | Reporte |
| ----- | ----- | -------- | -------- | -------- | --------- | ------- |
| 15.06 | 21:00 | España   | -        | Rusia    | 77-72     | ver     |
| 16.06 | 18:30 | Italia   | -        | España   | 59-71     | ver     |
| 17.06 | 21:00 | Suecia   | -        | España   | 49-73     | ver     |

- (¹) –  Todos en Vannes.

### Segunda fase
En la segunda fase el conjunto nacional, junto con Italia y Suecia, segunda y tercera de su grupo, se enfrentó en el grupo E contra las tres selecciones clasificadas del grupo A: Turquía, Montenegro y Eslovaquia. Nuevamente se consiguió el pleno de tres victorias, con el liderato de grupo y un cruce más asequible en los cuartos de final con el cuarto puesto del grupo F.
Grupo E
| Equipo     | J | G | P | PF  | PC  | DP   | PTS |
| ---------- | - | - | - | --- | --- | ---- | --- |
| España     | 5 | 5 | 0 | 351 | 250 | +101 | 10  |
| Turquía    | 5 | 4 | 1 | 318 | 263 | +55  | 9   |
| Italia     | 5 | 3 | 2 | 293 | 307 | -14  | 8   |
| Suecia     | 5 | 2 | 3 | 307 | 339 | -32  | 7   |
| Montenegro | 5 | 1 | 4 | 302 | 330 | -28  | 6   |
| Eslovaquia | 5 | 0 | 5 | 274 | 356 | -82  | 5   |

- Resultados

| Fecha | Hora  | Partido¹   | Partido¹ | Partido¹   | Resultado | Reporte                                                                                               |
| ----- | ----- | ---------- | -------- | ---------- | --------- | --- |
| 20.06 | 16:30 | España     | -        | Eslovaquia | 80-44     | ver                                                                                                   |
| 22.06 | 20:00 | Montenegro | -        | España     | 50-66     | ver                                                                                                   |
| 24.06 | 20:00 | España     | -        | Turquía    | 61-48     | ver (enlace roto disponible en Internet Archive; véase el historial, la primera versión y la última). |

- (¹) –  Todos en Lille.

### Fase final
Cuartos de final
| Fecha | Hora  | Partido¹ | Partido¹ | Partido¹        | Resultado | Reporte                                                                                               |
| ----- | ----- | -------- | -------- | --------------- | --------- | --- |
| 26.06 | 20:00 | España   | -        | República Checa | 75-58     | ver (enlace roto disponible en Internet Archive; véase el historial, la primera versión y la última). |

- (¹) – En Orchies.

Semifinales
| Fecha | Hora  | Partido¹ | Partido¹ | Partido¹ | Resultado | Reporte |
| ----- | ----- | -------- | -------- | -------- | --------- | ------- |
| 28.06 | 17:00 | España   | -        | Serbia   | 88-69     | ver     |

- (¹) – En Orchies.

Final
| Fecha | Hora  | Partido¹ | Partido¹ | Partido¹ | Resultado | Reporte |
| ----- | ----- | -------- | -------- | -------- | --------- | ------- |
| 30.06 | 20:00 | España   | -        | Francia  | 70-69     | ver     |

- (¹) –  En Orchies.

## Medallero
|        |         |         |
| España | Francia | Turquía |

## Estadísticas
Fuente: 
|        |                  |    | Tiros | Tiros   | Tiros   | Tiros  | Tiros   | Rebotes | Rebotes | Rebotes |     |     |     |     | Faltas | Faltas |     |
| Dorsal | Nombre           | PJ | PTS   | TC      | T 2P    | T 3P   | TL      | DEF     | OFE     | TOT     | ASI | PER | REC | TAP | FC     | FR     | TJ  |
| ------ | ---------------- | -- | ----- | ------- | ------- | ------ | ------- | ------- | ------- | ------- | --- | --- | --- | --- | ------ | ------ | --- |
| 4      | Laura Nicholls   | 9  | 31    | 10/25   | 10/25   | 0/0    | 11/16   | 7       | 13      | 20      | 5   | 8   | 3   | 1   | 16     | 18     | 125 |
| 5      | Cindy Lima       | 9  | 24    | 9/16    | 9/16    | 0/0    | 6/13    | 20      | 15      | 35      | 3   | 6   | 6   | 3   | 20     | 12     | 146 |
| 6      | Silvia Domínguez | 9  | 41    | 15/36   | 11/26   | 4/10   | 7/8     | 0       | 11      | 11      | 14  | 12  | 3   | 0   | 16     | 15     | 150 |
| 7      | Alba Torrens     | 9  | 146   | 49/120  | 34/83   | 15/37  | 33/39   | 6       | 23      | 29      | 16  | 18  | 14  | 2   | 11     | 40     | 255 |
| 8      | Cristina Ouviña  | 5  | 19    | 8/14    | 5/10    | 3/4    | 0/1     | 3       | 5       | 8       | 7   | 2   | 2   | 0   | 5      | 4      | 53  |
| 9      | Laia Palau       | 9  | 30    | 11/32   | 8/21    | 3/11   | 5/6     | 3       | 15      | 18      | 31  | 12  | 9   | 2   | 21     | 12     | 168 |
| 10     | Elisa Aguilar    | 7  | 33    | 12/24   | 3/4     | 9/20   | 0/0     | 1       | 5       | 6       | 10  | 0   | 1   | 0   | 2      | 0      | 63  |
| 11     | Marta Xargay     | 9  | 84    | 30/66   | 21/44   | 9/22   | 15/17   | 17      | 13      | 30      | 25  | 11  | 8   | 3   | 21     | 20     | 250 |
| 12     | Laura Gil        | 9  | 18    | 7/25    | 7/24    | 0/1    | 4/8     | 17      | 21      | 38      | 3   | 11  | 9   | 2   | 13     | 16     | 144 |
| 13     | Amaya Valdemoro  | 9  | 61    | 25/68   | 19/44   | 6/24   | 5/6     | 7       | 10      | 17      | 12  | 10  | 7   | 1   | 12     | 9      | 140 |
| 14     | Sancho Lyttle    | 9  | 166   | 72/147  | 70/142  | 2/5    | 20/32   | 22      | 78      | 100     | 14  | 17  | 26  | 12  | 18     | 29     | 274 |
| 15     | Queralt Casas    | 5  | 8     | 3/7     | 3/7     | 0/0    | 2/6     | 1       | 4       | 5       | 2   | 1   | 1   | 0   | 3      | 5      | 32  |
|        | TOTAL            | –  | 661   | 251/580 | 200/446 | 51/134 | 108/152 | 118     | 236     | 354     | 142 | 111 | 89  | 26  | 158    | 177    | –   |

| PJ – Partidos jugados       | PTS – Puntos            | TC – Tiros de campo (anotados/lanzados) |
| T 2P – Tiros de 2 m         | T 3P – Tiros de 3 m     | TL – Tiros libres                       |
| DEF – Rebotes defensivos    | OFE – Rebotes ofensivos | TOT – Rebotes totales                   |
| ASI – Asistencias           | PER – Pérdidas          | REC – Recuperaciones                    |
| TAP – Tapones               | FC – Faltas cometidas   | FR – Faltas recibidas                   |
| TJ – Tiempo jugado (en min) |                         |                                         |